# AOL Explorer
AOL Explorer, anteriormente conhecido como AOL Browser, é um navegador web gráfico baseado no motor Trident e desenvolvido pela AOL. Em julho de 2005, a AOL lançou o AOL Explorer como um download gratuito e como uma opção de download com a versão 5.9 do AIM. O AOL Explorer suporta a navegação por separadores.

## Histórico de lançamento
Em novembro de 2005, foi lançada a primeira versão, a versão 1.1. A versão 1.2, muito semelhante à versão 1.1, difere pelo facto de incluir duas novas funcionalidades: Explorador de separadores e Widgets de marcadores RSS. Quando o botão Tab Explorer é premido, é apresentada uma pré-visualização em miniatura de cada separador numa nova janela em ecrã inteiro. O utilizador pode clicar numa das pré-visualizações para aceder instantaneamente à página. A Microsoft implementou uma funcionalidade semelhante no seu navegador Internet Explorer 7, denominada "Quick Tabs".
A versão 1.5 foi lançada em maio de 2006 e inclui muitas novas funcionalidades, tais como widgets de ambiente de trabalho, temas visuais, feeds de protectores de ecrã e várias melhorias de desempenho. Os Desktop Widgets permitem ao utilizador "iniciar" um painel lateral e utilizá-lo independentemente do browser. O grupo permanecerá aberto e funcional, mesmo depois de fechar o AOL Explorer. Quando o computador está inativo, é possível configurar a ferramenta AOL Feeds para apresentar os feedss RSS armazenados no painel de feeds. Outro novo recurso na versão 1.5 é o Show Page Preview, que permite que o usuário visualize uma página da Web sem sair da página atual, simplesmente mantendo pressionada a tecla Ctrl e clicando com o botão direito do mouse em um link. Esta funcionalidade é especialmente útil quando existe um grande número de ligações numa página, ou quando se faz uma pesquisa.
Em 2003, a AOL assinou um contrato de sete anos com a Microsoft para utilizar o Internet Explorer no código dos seus produtos e, como tal, o AOL Explorer baseia-se na tecnologia do Internet Explorer. Como resultado, os utilizadores podem utilizar o AOL Explorer para descarregar e instalar actualizações do Microsoft Update. No entanto, ao contrário do Internet Explorer, a AOL não utiliza o Live Search como motor de pesquisa predefinido.

## Disponibilidade
Atualmente, o AOL Explorer está disponível como um download independente ou empacotado com o AIM Triton. Quando o navegador é iniciado pela primeira vez, ele pergunta se você deseja usá-lo como navegador padrão e incentiva os usuários a ver o conteúdo do AIM Today se ele estiver instalado com o AIM. Ambos são opcionais e podem ser recusados.
O AOL Explorer 1.5 é a versão mais recente do AOL Explorer. O navegador, embora ainda possa ser descarregado, já não está em desenvolvimento a favor do AOL OpenRide, que agora também o está a substituir. O screensaver utilizado no AOL Explorer está a sofrer uma mudança drástica para o novo cliente e ainda se encontra em versão beta, juntamente com uma versão beta do AOL OpenRide, conhecida como AOL OpenRide with AwayView.

## Receção
O AOL Explorer recebeu uma classificação de 4 em 5 da PC Magazine em 2005, dizendo: "Até os devotos do Firefox devem considerar a adoção do browser". Embora também tenha sido criticado no mesmo artigo, com os seguintes 'contras': "As ferramentas anti-spyware são questionáveis. Há algumas funcionalidades que ainda não tem. Não é possível importar marcadores do Firefox ou do Opera. E não suporta as barras de ferramentas do Internet Explorer."